# Toner

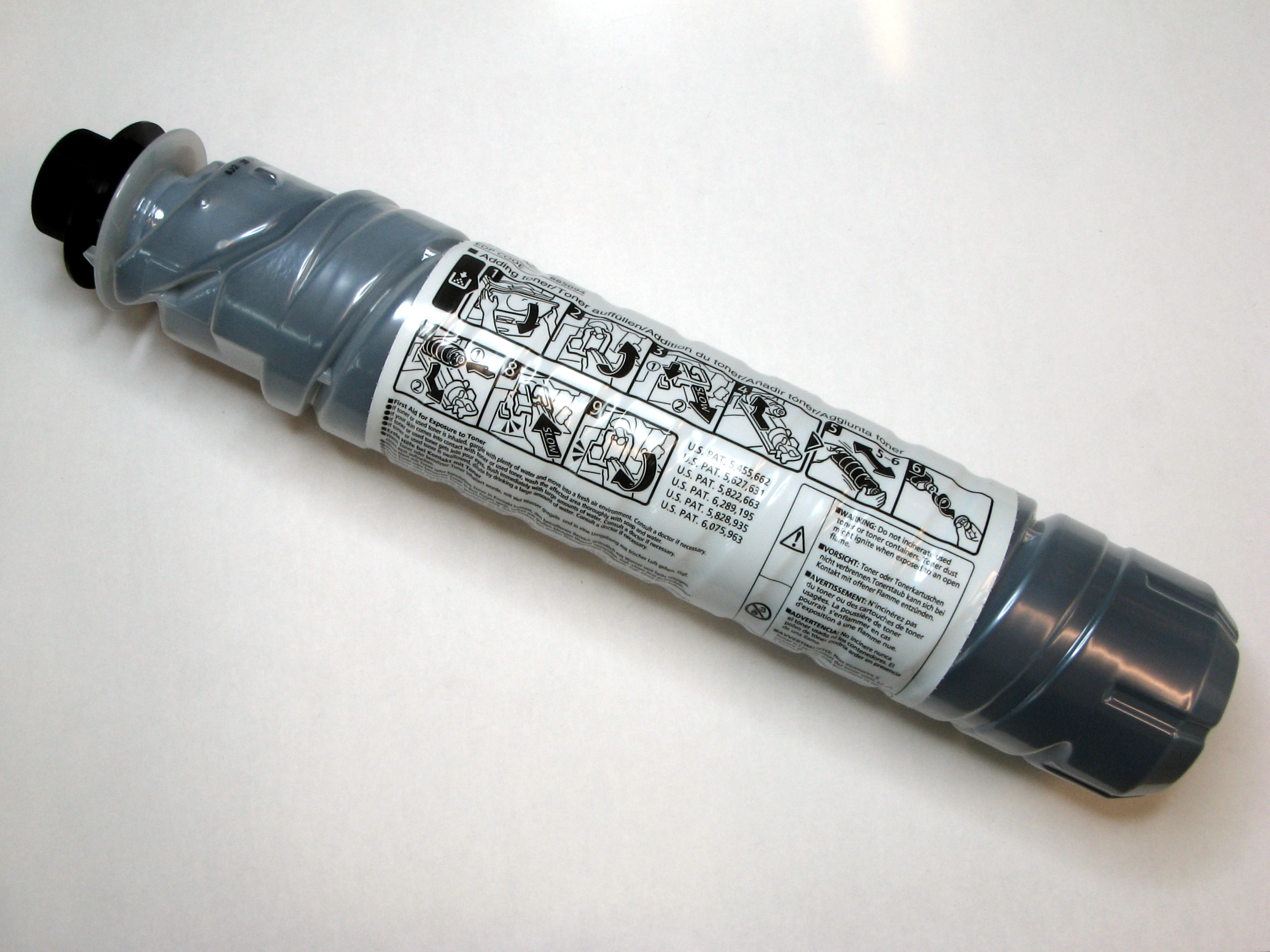
Černý toner

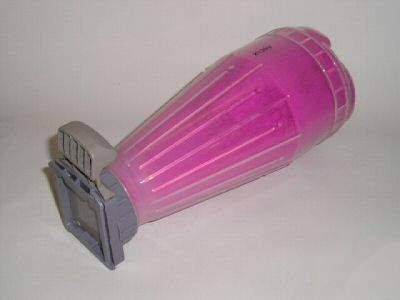
Barevný toner

Toner je černý nebo jinak barevný jemný prášek do laserových tiskáren a fotokopírek, kde slouží k vytvoření obrazu na papíru nebo jiná podporovaná média. Částice toneru jsou nejprve elektrostaticky naneseny na papír a poté roztaveny teplem (120–180 °C) a tlakem v zapékací jednotky, čímž dojde k pevnému spojení s podkladem. V přeneseném významu slovo toner označuje vyměnitelnou tiskovou kazetu (zásobník), obsahující tento prášek a někdy také selenový tiskový válec. V obou případech se jedná o tiskový spotřební materiál. 

## Charakteristika
Nejobvyklejší barvy toneru vycházejí z barevného modelu CMYK (Cyan – azurová, Magenta – purpurová, Yellow – žlutá a Key – černá). V současné době jde typicky o granulovaný plast obsahující kromě barevných pigmentů také polypropylen, pyrogenní oxid křemičitý a různé minerály pro triboelektrifikaci. Dřívější směsi používaly pouze uhlíkový prášek a oxidy železa. Některé tonery využívají plasty rostlinného původu, které jsou alternativou k ropným plastům. 
Ve starších laserových tiskárnách nebyly používány tonerové kazety, místo toho byl toner nasypán uživatelem z láhve do nádrže ve stroji.

## Typy tonerů
Na trhu existují tři typy tonerů z hlediska jejich původu:
1. Originální tonery – vyrábí sami výrobci tiskáren, kteří v rámci svých recyklačních programů vykupují použité tonery zpět.
2. Alternativní (kompatibilní) tonery – náplně, které jsou kompatibilní s daným typem tiskárny, ale vyrábí je třetí strana.
3. Repasované tonery – minimálně jednou použité kazety, které jsou znovu naplněny, zapečetěny a otestovány.

## Skladování tonerů
Tonery je možné skladovat při dodržení určitých podmínek i několik let.
1. Uchovávejte tonery při pokojové teplotě a chraňte před slunečním zářením.
2. Skladujte tonery ve vodorovné poloze.
3. Toner vybalte z originálního obalu až těsně před instalací do tiskárny.
4. Neodklápějte kryt tiskového válce.
5. Nedotýkejte se tiskového válce.

## Ekologická likvidace
Každý rok se vyhodí zhruba 500 milionů tiskových kazet na skládky s nebezpečným odpadem bez možnosti recyklace. Během výrobního procesu tonerové kazety jsou spotřebovány přibližně 3 litry ropy.
Tonery spadají do kategorie nebezpečného odpadu, není tedy možná jejich běžná likvidace (spalováním nebo uložením na skládky). Obvyklé u kvalitních dodavatelů je, že prázdné náplně ekologicky zlikvidují, nebo je odeberou případně vykoupí k renovaci. Renovaci bohužel není možné provést u všech typů náplní a nezbývá než cartridge zlikvidovat. V některých případech, zvláště jedná-li se o nekvalitního renovátora, může použitím takto renovovaného toneru dojít k nevratnému poškození jiných částí tiskového stroje. Toto poškození se obvykle projevuje nekvalitním tiskem a je nutná výměna poškozených částí a vadné tonerové náplně. V České republice existují společnosti, které prázdné náplně převezmou nebo dokonce vykoupí. Pokud nedojde k poškození samotného těla originálního toneru, je možné je renovovat prakticky neomezeně.